# 塔維斯格拉維斯
塔維斯格拉維斯是一道傳統的北馬其頓菜餚，主要原料是新鮮的豆類、洋蔥、油、乾紅辣椒、胡椒、鹽、香菜。塔維斯格拉維斯幾乎可在所有的馬其頓民族餐館所见，被譽為是北馬其頓共和国的國菜。 
这道菜的名字由两个词组成：“tavche”——特殊陶器，“gravche”——豆类。

## 外部連結
- Tavče Gravče-Macedonian Style Baked Beans （页面存档备份，存于）
- Tavče Gravče Recipe and photo
- Tavče Gravče Vegetarian Recipe & Photo （页面存档备份，存于）